# Tatoe Donna ni…
Singles de Kana Nishino
Esperanza
(2011) SAKURA, I love you?
(2012)
Pistes de Love Place
SAKURA, I love you? kiss & hug
Tatoe Donna ni… (たとえ どんなに…) est le 15e single de la chanteuse de J-pop Kana Nishino.

## Présentation
Il est sorti sous le label SME Records Inc. le 9 novembre 2011 au Japon. Il sort au format CD. Il atteint la 5e position à l'Oricon. Il se vend à 28 754 exemplaires la première semaine et reste classé 23 semaines pour un total de 60 712 exemplaires vendus. La chanson Tatoe Donna ni… se trouve sur l'album Love Place et sur la compilation Love Collection ~mint~.

## Pistes
| 1. | Tatoe Donna ni… (たとえ どんなに…) | Kana Nishino, Saeki youthK   | Saeki youthK                     | Yuichi Hayashida             | 5:35 |
| 2. | Just the way you are               | Kana Nishino, DJ Mass        | Hiroshi Yoshida, DJ Mass         | VIVID Neon*, Hiroshi Yoshida | 3:33 |
| 3. | Secret                             | Kana Nishino, DJ Mass, ENVIE | DJ Mass, Hiroshi Yoshida, HIRO:N | VIVID Neon*                  | 3:55 |